# شنود اشباح
شنود اشباح، نام کتابی جنجالی است به قلم رضا گلپور، که در رابطه با وزارت اطلاعات دولت خاتمی با نگاهی انتقادی نگاشته شد. این کتاب با واکنش‌های شدیدی روبرو شد نویسنده کتاب به خاطر چاپ آن چندین ماه بازداشت شد و سرانجام به دلیل اتهامات امنیتی و تبلیغ علیه نظام، به جزای نقدی محکوم شد.

## واکنش به چاپ کتب

### شنود اشباح
انتشار این کتاب با واکنش‌های شدیدی روبرو شد و گلپور به خاطر چاپ آن چندین ماه بازداشت شد. سرانجام به دلیل اتهامات امنیتی و تبلیغ علیه نظام، به جزای نقدی محکوم شد.
عمده این کتاب علیه اصلاح طلبان است و اتهامات سنگینی از جمله جاسوسی را متوجه روحانی برجسته اصلاحات کرده بود

### جلد دوم
وی که در این کتاب ادعاهای گسترده‌ای علیه وزارت اطلاعات مطرح کرده بود پیش از چاپ کتاب دستگیر شد. 